# Epicoma nigrolineata
Epicoma nigrolineata is een vlinder uit de familie van de tandvlinders (Notodontidae). De wetenschappelijke naam van de soort is voor het eerst geldig gepubliceerd in 1916 door Joicey & Talbot.
Het eerste specimen van deze soort werd in 1914 verzameld bij de "Angi-meren" in het Arfakgebergte in Nederlands Nieuw Guinea (thans de Indonesische provincie West-Papoea) op ongeveer 2.000 m (6.000 voet) hoogte.